# Puits de Locmerin-des-Prés
Le puits de  Locmeren-des-Prés est située au lieu-dit « de Locmeren-des-Prés », près de la chapelle de Locméren et à 500 mètres de la chapelle Notre-Dame de Burgo, sur la commune de  Grand-Champ dans le Morbihan.
« Locméren » se prononce « Locmérin », ceci explique l'erreur de transcription de la fiche des monuments historiques.

## Historique
Le puits de Locmeren-des-Prés a fait l’objet d’une inscription au titre des monuments historiques depuis le 20 mars 1934 avant d'être abrogée par arrêté du 31 juillet 2015.